# Citronella costaricensis
Citronella costaricensis là một loài thực vật có hoa trong họ Cardiopteridaceae. Loài này được (Donn.Sm.) R.A.Howard mô tả khoa học đầu tiên năm 1940.